# Clarés de Ribota
Clarés de Ribota è un comune spagnolo di 111 abitanti situato nella comunità autonoma dell'Aragona.